# 해방탑

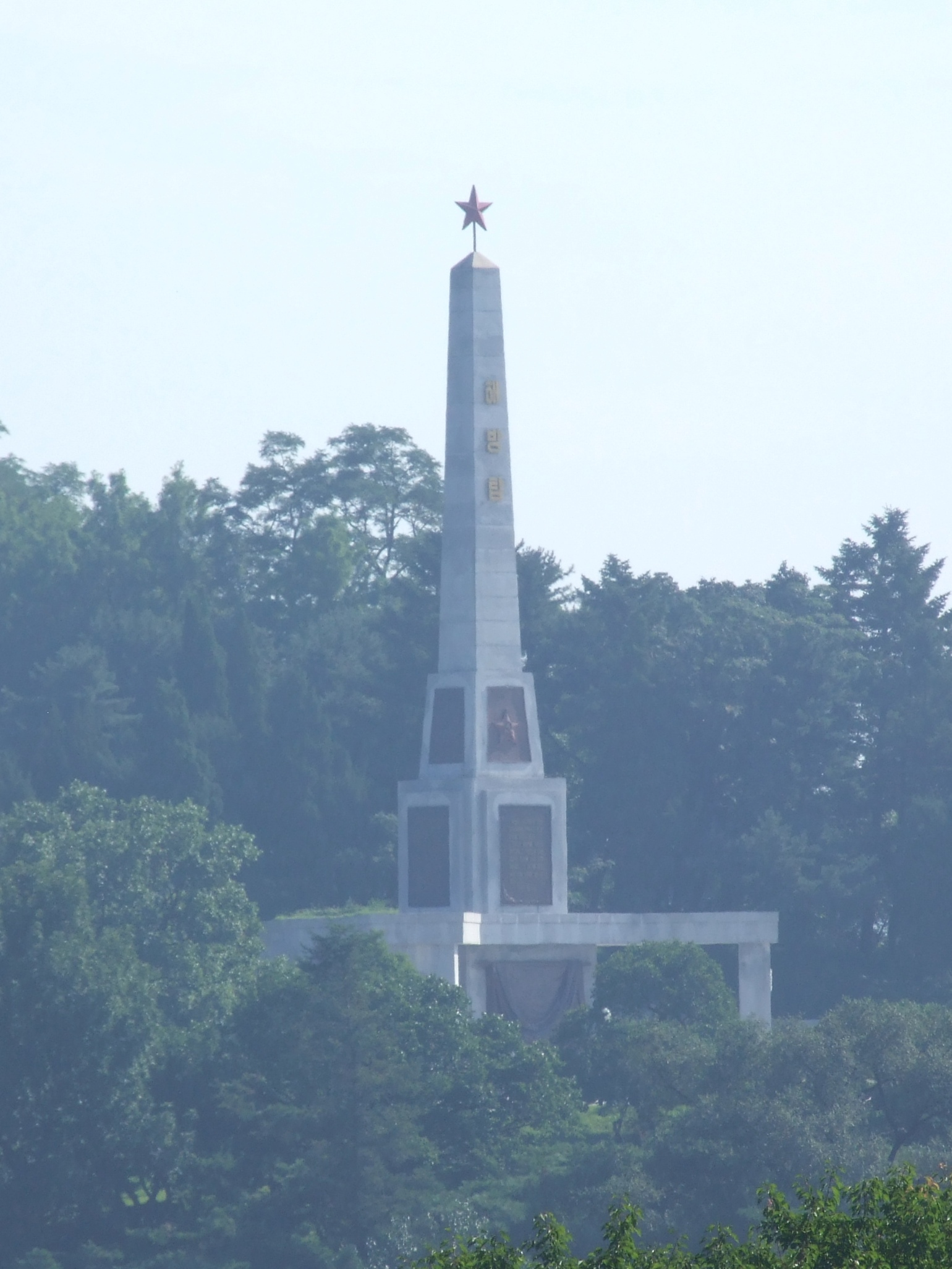
해방탑

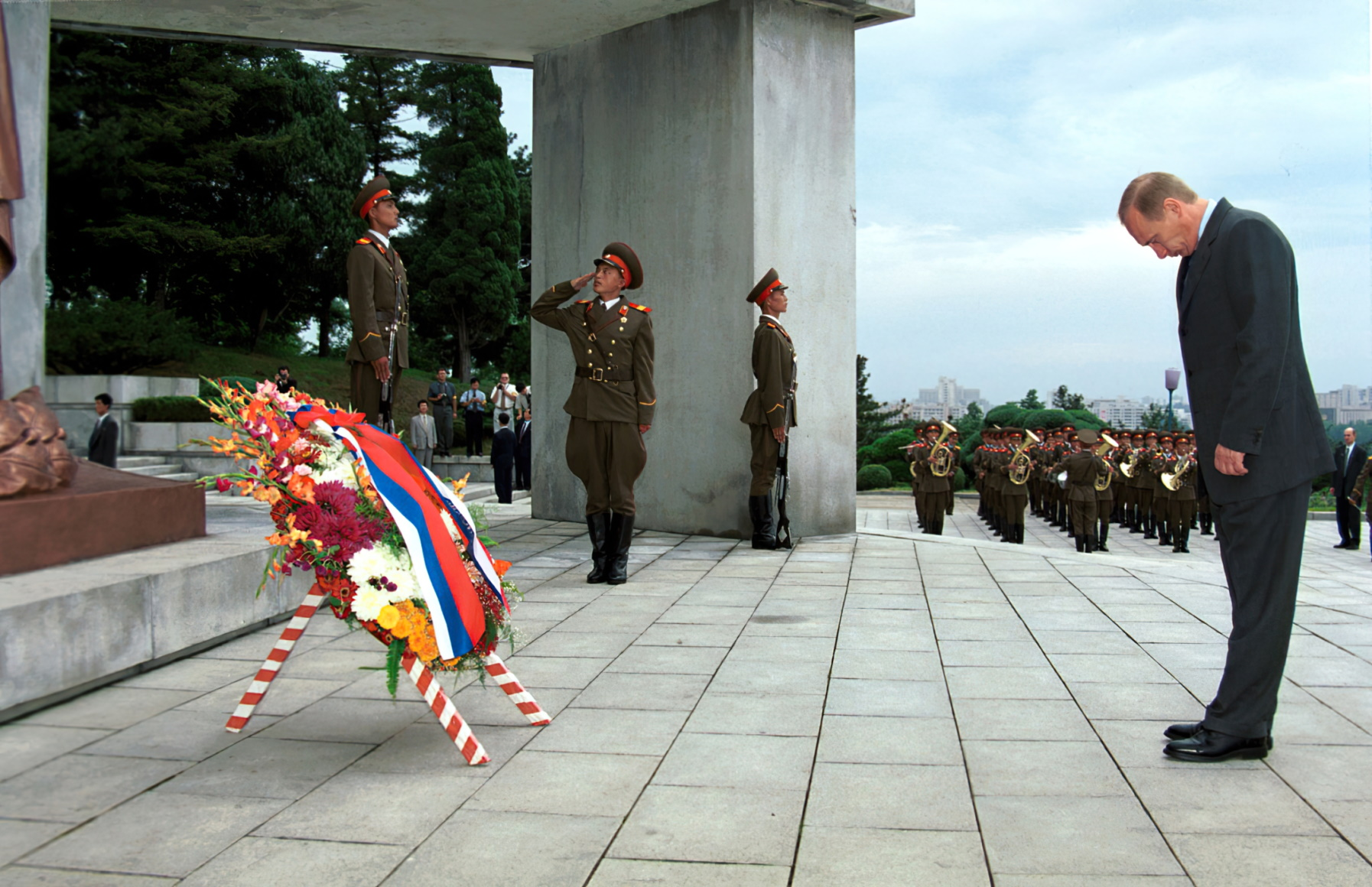
해방탑에 헌화하고 있는 블라디미르 푸틴 러시아 대통령 (2000년 촬영)

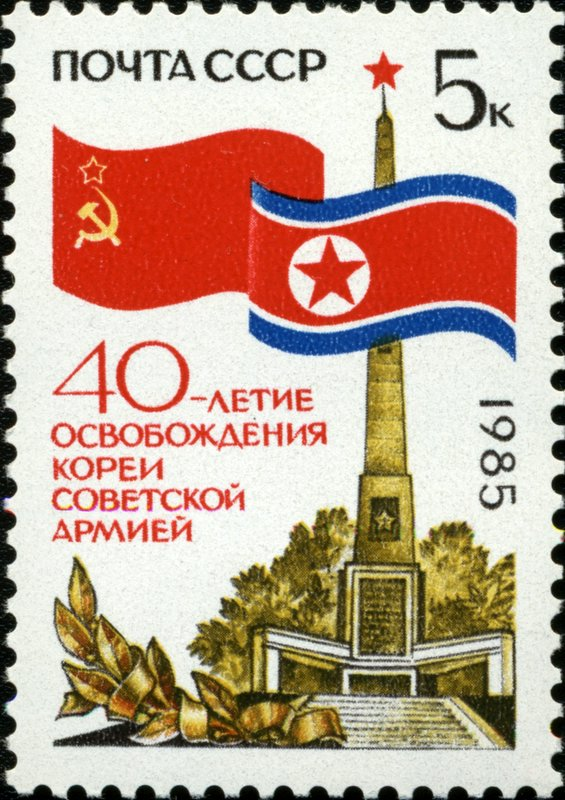
1985년 소련에서 발행한 우표에 그려진 해방탑

해방탑(解放塔)은 조선민주주의인민공화국 평양직할시 모란봉구역에 있는 기념탑이다. 1947년 제2차 세계 대전 말기에 일본 제국의 지배를 받고 있던 한국(조선)을 해방시킨 소련 군대를 기념하기 위해 건설되었다. 참고로 소련 낙하산 부대가 평양을 점령한 시기는 1945년 8월 24일이다.
기념탑의 전체 높이는 30m이며 꼭대기에는 붉은 오각별이 장식되어 있다. 사각형 모양을 한 받침대에는 러시아어와 한국어(조선어)로 쓰여진 비문이 장착되어 있으며 맨 아래쪽에 있는 받침대에는 전투(높이 4.5m x 3.1m)와 상봉(높이 4.6m × 2.2m)을 주제로 한 청동 부조가 장착되어 있다. 몇몇 공식 사절단과 관광객, 평양 시민들이 이 곳을 방문하며 신혼 부부의 신혼여행 장소로 널리 알려져 있다.
주조 러시아 대사관이 이곳을 정기적으로 방문 및 헌화 행사를 한다.

## 기념탑에 장착된 비문
기념탑 앞면에 장착된 러시아어 비문:
Великий советский народ разгромил японских империалистов и освободил корейский народ. Кровью, пролитой советскими воинами при освобождении Кореи, ещё больше укрепились узы дружбы между корейским и советским народами. В знак всенародной благодарности воздвигнут этот памятник. 15 августа 1945 года.

기념탑 앞면에 장착된 한국어(조선어) 비문:
위대한 쏘련 인민은 일본 제국주의를 쳐부시고 조선 인민을 해방하였다. 조선의 해방을 위하여 흘린 피로 조선 인민과 쏘련 인민의 친선은 더욱 굳게 맺어졌나니. 여기에 탑을 세워 전체 인민의 감사를 표하노라. 1945년 8월 15일.

기념탑 뒷면에 장착된 러시아어 비문:
Вечная слава великой Советской Армии, освободившей корейский народ от ига японских империалистов и открывшей ему путь к свободе и независимости! 15 августа 1945 г.

기념탑 뒷면에 장착된 한국어(조선어) 비문:
일본 제국주의자들의 강점으로부터 조선 인민을 해방하고 자유와 독립의 길을 열어준 위대한 쏘련 군대에 영광이 있으라! 1945년 8월 15일.